# Лехтипуу, Топи
Топи Лехтипуу (фин. Topi Valtteri Lehtipuu; род. 24 марта 1971, Брисбен, Австралия) — финский оперный певец, тенор.

## Биография
Топи Лехтипуу вырос в финском Тампере. Получил музыкальное образование в Академии имени Сибелиуса в Хельсинки (фортепиано, скрипка, хоровое дирижирование, вокал), учился у Петера Линдроса, Говарда Крука и Элизабет Веррес.
С 1993 по 1998 год Лехтипуу выступал в составе прогрессив-рок группы Höyry-kone (скрипка, вокал).
Работал в Камерном хоре Финского радио, оперный дебют — в Vantaa Opera (Альберт Херринг), на фестивале в Савонлинна и в Театре Елисейских Полей исполнил партию Тамино в «Волшебной флейте» Моцарта. Позднее переехал в Париж.
Сотрудничает с такими известными дирижёрами, как Уильям Кристи, Мишель Корбоз, Рене Якобс, Саймон Рэттл и Кристоф Руссе.
В концертный репертуар певца входят произведения И. С. Баха, Монтеверди, Пярта, Рамо, Раутаваара, Шёнберга и Стравинского.

## Репертуар
- Георг Фридрих Гендель: «Ариодант»;
- Жан-Филипп Рамо: Ипполит, «Ипполит и Арисия»; Атис, «Паладины»;
- Вольфганг Амадей Моцарт: Бельмонте, «Похищение из сераля»; Тамино, «Волшебная флейта»; Феррандо, «Так поступают все»;
- Гектор Берлиоз: Илас, «Троянцы»;
- Бенджамин Бриттен: Альберт Херринг, «Альберт Херринг»